# Rue Saint-Paul
Rue Saint-Paul je ulice v Paříži v historické čtvrti Marais. Nachází se ve 4. obvodu.

## Poloha
Ulice vede od křižovatky s Quai des Célestins a končí na křižovatce s  Rue Saint-Antoine.

## Historie
Ulice je pojmenována podle bývalého kostela Saint-Paul-des-Champs, který se nacházel v prostoru dnešních domů č. 30 a 32. Toto jméno nese přinejmenším od roku 1350. Kdysi se jednalo módní ulici obývanou šlechtou a preláty, kteří si zde stavěli své paláce z důvodu blízkosti královského paláce Saint-Pol.

## Zajímavé objekty
- domy č. 30 a 32: na jejich místě se nacházel kostel Saint-Paul-des-Champs
- dům č. 43: Ferdinand Carlier (1829–1893) měl na místě dnešního domu svůj fotoateliér, jehož druhý vstup vedl do Passage Saint-Paul č. 5 (tehdy pod názvem Passage Saint-Louis). Carlier byl členem Société française de photographie a fotograf na École des beaux-arts de Paris.
- Západní strana ulice mezi Rue de l'Ave-Maria a Rue Charlemagne vede podél Quartier Saint-Paul
- Passage Saint-Paul umožňuje vstup do kostela Saint-Paul-Saint-Louis bočním portálem.